# Fusifilum
Fusifilum Raf. – rodzaj roślin z rodziny szparagowatych. Obejmuje pięć gatunków występujących w Południowej Afryce, Namibii, Eswatini i Lesotho. 

## Systematyka
Pozycja systematycznaRodzaj z plemienia Urgineeae, podrodziny Scilloideae z rodziny szparagowatych Asparagaceae. Stanowi klad siostrzany dla rodzaju Austronea.
Wykaz gatunków
- Fusifilum depressum (Baker) U.Müll.-Doblies, J.S.Tang & D.Müll.-Doblies
- Fusifilum gifbergense U.Müll.-Doblies, J.S.Tang & D.Müll.-Doblies
- Fusifilum montanum (A.P.Dold & E.Brink) Mart.-Azorín, M.B.Crespo, M.Pinter & Wetschnig
- Fusifilum physodes (Jacq.) Raf. ex Speta
- Fusifilum stoloniferum U.Müll.-Doblies, J.S.Tang & D.Müll.-Doblies

## Zastosowanie
Rośliny leczniczeRośliny z gatunku Fusifilum depressum są stosowane w Afryce do leczenia raka. W badaniach ekstrakty z tych roślin wykazały istotne działanie cytotoksyczne na komórki raka jamy nosowo–gardłowej.